# Stanley Lane-Poole
Stanley Lane-Poole (18 grudnia 1854, zm. 29 grudnia 1931) – brytyjski historyk, archeolog, numizmatyk i orientalista.  

## Życiorys
W latach 1874- 1892 pracował w British Museum. Od 1897 do 1904 był profesorem w Dublin University.

## Wybrane publikacje
- The Life of Edward William Lane (1877)
- The People of Turkey (editor) (1878)
- Lane's Selection From the Kuran (1879)
- Egypt (1881)
- Le Kuran, sa poesie et ses Lois (1882)
- Studies in a Mosque (1883)
- Picturesque Palestine, Sinai and Egypt, D. Appleton: New York (1883)
- Social Life in Egypt: A Description of the Country & Its People (1884)
- The Life of the late Francis Rawdon Chesney (editor) (1885)
- The Story of the Moors in Spain (1886)
- Turkey (1888)
- The Barbary Corsairs (1890)
- Sir Richard Church (1890)
- The Speeches and Table-Talk of the Prophet Mohammad (1893)
- The Mohammedan Dynasties: Chronological and Genealogical Tables with Historical Introductions (1894)
- Saladin: All-Powerful Sultan and the Uniter of Islam (1898)
- Babar, Rulers of India series (1899)
- History of Egypt in the Middle Ages (1901)
- Medieval India under Mohammedan Rule, AD 712-1764 (1903)
- Saladin and the Fall of the Kingdom of Jerusalem (1903)
- The Story of Cairo (1906)

## Publikacje w języku polskim
- Saladyn Wielki i upadek Jerozolimy, przeł. Barbara Tkaczow, Warszawa: Dom Wydawniczy Bellona 2006.